# مبرهنة أبيري
في الرياضيات، مبرهنة أبيري (Apéry's theorem) هي نتيجة في نظرية الأعداد تنص على أن ثابتة أبيري هي عدد غير نسبي. أي أن العدد
{\displaystyle \zeta (3)=\sum _{n=1}^{\infty }{\frac {1}{n^{3}}}={\frac {1}{1^{3}}}+{\frac {1}{2^{3}}}+{\frac {1}{3^{3}}}+\ldots =1.2020569\ldots }
هو عدد غير نسبي, حيث ζ هي دالة زيتا. لا يمكن كتابته على شكل كسر مقامه وبسطه عددان صحيحان.

## التاريخ
برهن ليونهارت أويلر أنه إذا كان n عددا طبيعيا، فإن 
{\displaystyle {\frac {1}{1^{2n}}}+{\frac {1}{2^{2n}}}+{\frac {1}{3^{2n}}}+{\frac {1}{4^{2n}}}+\cdots ={\frac {p}{q}}\pi ^{2n}}
حيث p وq عددان جذريان. بالتحديد، برهن أن :
{\displaystyle \zeta (2n)=(-1)^{n+1}{\frac {B_{2n}(2\pi )^{2n}}{2(2n)!}}}
حيث {\displaystyle B_{n}} هي أعداد برنولي.
لا تُعلم صيغة تُعطي قيم دالة زيتا لريمان مطبقةً على الأعداد الطبيعية الفردية.

## برهان أبيري
اعتمد برهانُ أبيري الأصلي على المعيار الشهير الذي أتى به العالم يوهان بيتر غوستاف لوجون دركليه، والذي يمكن من تحديد جذرية عدد ما من عدمه. ينص هذا المعيار على أن العدد ξ يكون جذريا إذا وُجد عدد غير منته من الأزواج من الأعداد الطبيعية p وq، أوليين فيما بينهما حيث:
{\displaystyle \left|\xi -{\frac {p}{q}}\right|<{\frac {c}{q^{1+\delta }}}}
وحيث العددان الموجبان قطعاً c وδ  معلومان مسبقا.